# Omeljan Pritsak
Omeljan Yosypovych Pritsak (Ucraniano: Омелян Йосипович Пріцак; 7 de abril de 1919 – 29 de mayo de 2006) fue el primer profesor Mijailo Hrushevsky de Historia de Ucrania en la Universidad de Harvard, así como el fundador y primer director (1973-1989) del Instituto de Investigación Ucraniana de Harvard.

## Biografía

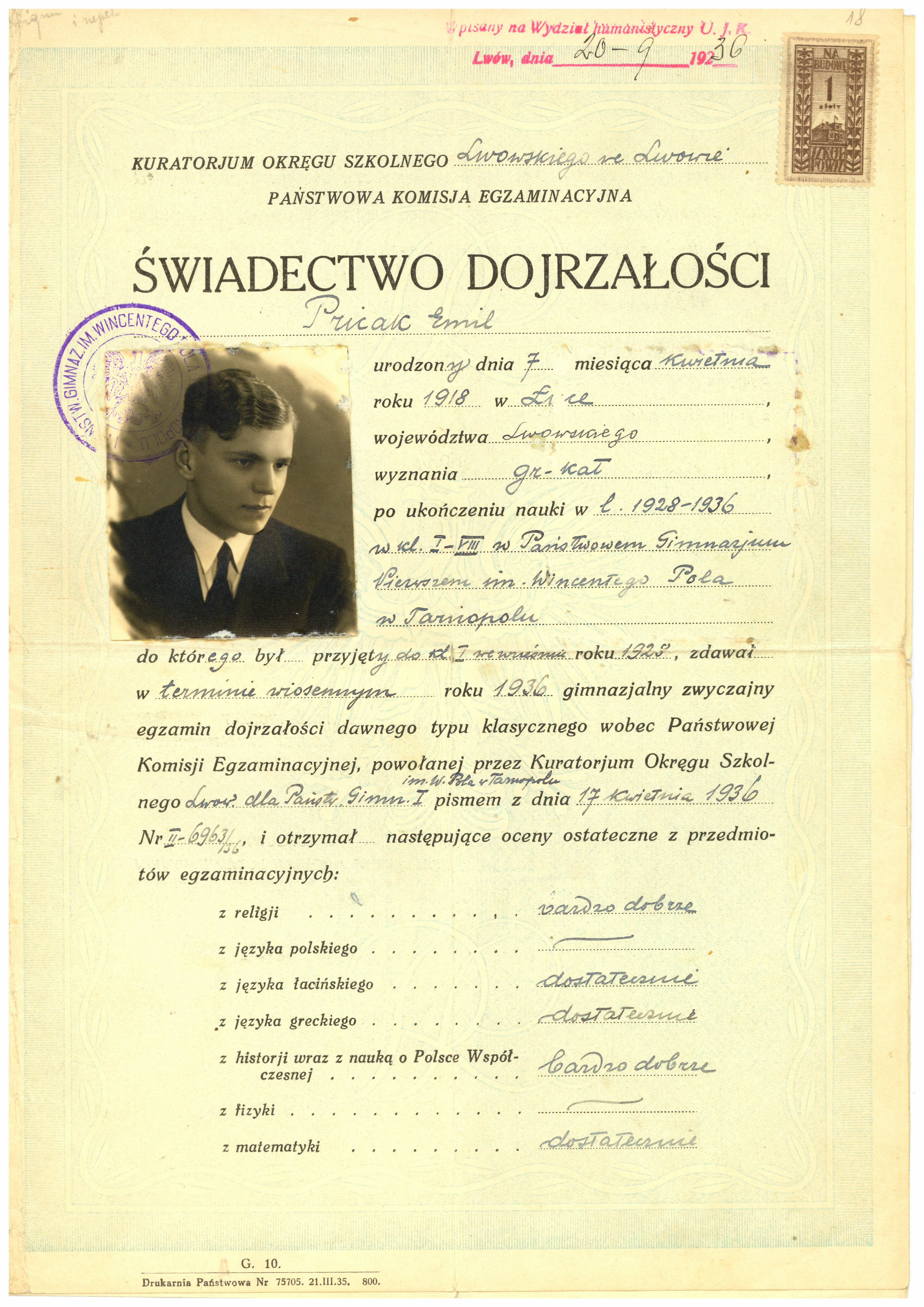
Certificado de Matura de Pritsak (1936)

De 1921 a 1936 vivió en Ternopil, donde se graduó en el gimnasio polaco. Pritsak comenzó su carrera académica en la Universidad de Lviv en la Polonia de entreguerras, donde estudió lenguas de Oriente Medio, se asoció con la Sociedad Científica Shevchenko y asistió a su seminario sobre historia ucraniana dirigido por Ivan Krypiakevych. Después de la anexión de Galicia por parte de la Unión soviética, se trasladó a Kyiv, donde estudió brevemente con el principal orientalista ucraniano, Ahatanhel Krymsky. Durante la Segunda Guerra Mundial, Pritsak fue llevado al oeste como Ostarbeiter. Después de la guerra, estudió en las universidades de Berlín y Gotinga, doctorándose en esta última, antes de enseñar en la Universidad de Hamburgo .
Durante este período, Pritsak creó la Asociación Internacional de Estudios Ural-Altaicos. Entre 1958 y 1965 fue su presidente y desde 1954 a 1960 fue editor jefe del Ural-Altaische Jahrbücher. 
En la década de 1960, se trasladó a Estados Unidos, donde fue profesor en la Universidad de Washington, antes de enseñar en Harvard por invitación del destacado lingüista Roman Jakobson, que estaba interesado en demostrar la autenticidad de la "Canción de Ígor" mediante el uso de fuentes orientales.
En 1973, fundó el Instituto de Investigación Ucraniana de Harvard. Dos años más tarde, se convirtió en el primer profesor Mijailo Hrushevsky de Historia de Ucrania. En 1977 fundó la revista Harvard Ukrainian Studies (Estudios ucranianos de Harvard).
En 1988 cofundó la Asociación Internacional de Ucranianistas, establecida en Nápoles, y se convirtió en miembro de su Comité Ejecutivo, así como en Jefe de la Comisión Arqueográfica.
En 1989 se retiró de su cátedra en Harvard. Tras el la Independencia de Ucrania en 1991, Pritsak regresó a Kyiv, donde fundó el Instituto Oriental de la Academia Nacional de Ciencias y se convirtió en su primer director (desde 1999, director honorario). Además, restableció la revista Skhidnyi svit (El mundo de Oriente). Pritsak pasó sus últimos años en Estados Unidos y murió en Boston a la edad de 87 años.

## Intereses principales
Pritsak fue un medievalista que se especializó en el uso de fuentes orientales, especialmente turcas, para la historia de la Rus de Kiev, la Ucrania moderna temprana y la región de la estepa europea. También era un estudioso del nórdico antiguo y estaba familiarizado con las fuentes escandinavas de la historia de la Rus de Kyiv. Su obra magna fue El origen de la Rus, de la que sólo ha aparecido un volumen en inglés (1981), en ella consideraba a la Rus de Kyiv como un sistema político multiétnico.
Además de la Rus temprana, las obras de Pritsak se centraron en los nómadas euroasiáticos y los imperios esteparios como los creados por los búlgaros, los jázaros, los pechenegos y los kipchaks. Sin embargo, rechazó firmemente el enfoque "euroasiático" de la historia ucraniana y rusa.[cita requerida]

## Historiador ucraniano
A diferencia de sus predecesores, como Mijailo Hrushevsky, Dmytro Doroshenko e Ivan Krypiakevych, quienes escribieron sobre historias nacionales o historias del pueblo ucraniano, Pritsak siguió los pasos del historiador ucraniano de origen polaco, Vyacheslav Lypynsky, al proponer escribir una historia "territorialista" de Ucrania que incluyera a los polacos, turcos y otros pueblos que han habitado el país desde la antigüedad. Esta idea fue retomada más tarde por Paul Robert Magocsi, quien durante algún tiempo fue asociado del Instituto Ucraniano de Harvard.
Pritsak buscó mejorar la calidad y el alcance de los estudios ucranianos en la Universidad de Harvard. Apoyó la creación de tres cátedras diferentes: historia ucraniana, literatura ucraniana y filología ucraniana.

## Centro de Investigación de Estudios Orientales Omeljan Pritsak
El Centro de Investigación de Estudios Orientales Omeljan Pritsak, que lleva el nombre del profesor, fue fundado en 2009. Consiste en una extensa biblioteca y colección de archivos de Omeljan Pritsak, que él legó a la Academia Kyiv-Mohyla tras de su muerte. El patrimonio recopilado por Omeljan Pritsak durante 70 años, incluye manuscritos, ediciones impresas, publicacionces, fuentes históricas, documentos de archivo y monumentos artísticos y culturales sobre filosofía, lingüística, historia mundial, estudios orientales, estudios eslavos, estudios escandinavos, arqueología, numismática, filosofía, etc. Tanto el centro de investigación como la biblioteca y el fondo de archivo están ahora abiertos al público.

## Política
Pritsak era políticamente conservador. Durante su juventud en el este de Galicia bajo la República de Polonia, y durante la Guerra Fría, fue un partidario del movimiento "Hetmanita" o monárquico entre los ucranianos. Esto lo llevó a criticar el radicalismo político y el populismo histórico de Hrushevsky, aunque, irónicamente, afirmó que la "escuela" de historia de Hrushevsky continuaba en Harvard. También durante la Guerra Fría, Pritsak desempeñó un papel destacado en el movimiento hacia la reconciliación entre Ucrania y los judíos .[cita requerida] El Papa Juan Pablo II lo invitó con frecuencia para informarlo sobre los acontecimientos en Europa central y oriental.

## Obras publicadas
- Los orígenes de los sistemas de pesas y monetarios de la antigua Rus: dos estudios sobre metrología y numismática de Eurasia occidental en los siglos VII al XI. Cambridge, Massachusetts: Distribuido por Harvard University Press para el Instituto de Investigación Ucraniano de Harvard, 1998.
- De la Rus de Kiev a la Ucrania moderna: formación de la nación ucraniana (con Mykhailo Hrushevski y John Stephen Reshetar). Cambridge, Massachusetts: Fondo de Estudios Ucranianos, Universidad de Harvard, 1984.
- Documentos hebreos jázaros del siglo X. (con Golb, Norman Ithaca: Cornell University Press, 1982.
- "Los polovcianos y la Rus" (artículo de revista en Archivum Eurasiae medii aevi ), 1982.
- El origen de la Rus. Cambridge, Massachusetts: Distribuido por Harvard University Press para el Instituto de Investigación Ucraniano de Harvard, 1981.
- Estudios sobre la historia medieval euroasiática. Londres: Variorum Reprints, 1981.
- Sobre la escritura de la historia en la Rus de Kiev. Cambridge, Massachusetts: Fondo de Estudios Ucranianos, Universidad de Harvard, 1980.
- "La conversión del reino jázaro al judaísmo ". (Artículo de revista sobre estudios ucranianos de Harvard, 1978)
- Los pechenegos: un caso de transformación social y económica (artículo de revista Archivum Eurasiae medii aevi), 1975
- "Dos movimientos migratorios en la estepa euroasiática en los siglos IX-XI". (Artículo de conferencia en actas) :Actas del 26º Congreso Internacional de Orientalistas, Nueva Delhi 1964, Vol. 2)
- La decadencia del imperio de los oghuz yabghu (artículo de revista en Anales de la Academia Ucraniana de Artes y Ciencias en los Estados Unidos), 1952.
- Die Bulgarische Fürstenliste, Wiesbaden 1955.